# Martin Bott
Martin Harold Phillips Bott FRS (* 12. Juli 1926; † 20. Oktober 2018) war Professor der Fakultät für Geowissenschaften der University of Durham. Er war einer der Vizepräsidenten der Vereinigung Christians in Science. 1992 empfing er die Wollaston-Medaille der Geological Society of London.

## Wissenschaftliche Laufbahn
Bott arbeitete während seiner ganzen wissenschaftlichen Laufbahn an der University of Durham. 1954 begann er dort als Turner & Newall Research Fellow. 1956 erhielt er eine Anstellung als Lecturer in Geophysics, wurde 1963 zum Reader in Geophysics befördert und 1966 zum Professor of Geophysics berufen. Diese Stelle hatte er bis zu seiner Emeritierung im Jahr 1988 inne, nur 1970 unterbrochen von einem Auslandsjahr am Lamont-Doherty Geological Observatory der Columbia University. 1976 wurde er zum Fellow of the Royal Society ernannt und erhielt 1992 die Wollaston-Medaille der Geological Society.

## Forschung
Bott beschäftigte sich zunächst mit der Interpretation von magnetischen und gravimetrischen Anomalien in England, u. a. in Devon und Cornwall sowie in den Ostalpen. Ende der 1950er Jahre begann er Untersuchungen zum Mechanismus von geologischen Störungen, und veröffentlichte Arbeiten zu verschiedenen Problemen in Bezug zum Aufbau der Erdkruste.
In den 1960er Jahren veröffentlichte er Aufsätze über die Verwendung digitaler Berechnungsmethoden zur Lösung geophysikalischer Probleme und weitere Arbeiten zum Aufbau der Erdkruste sowie regionale geophysikalische Untersuchungen in England und Irland. Anfang der 1970er Jahre erschien sein Lehrbuch The interior of the earth, in dem er den aktuellen Wissensstand über den Aufbau der Erde zusammenfasste. Neben theoretischen Arbeiten zur Interpretation magnetischer und gravimetrischer Anomalien erschienen im Laufe der nächsten Jahre weitere regionale Arbeiten über geophysikalische Untersuchungen, so beispielsweise der Färöerinseln, Süd-Grönlands oder der Kleinen Antillen. Auch nach seiner Emeritierung blieb er seinen Forschungsgebieten treu und veröffentlichte bis in jüngste Zeit zahlreiche wissenschaftliche Aufsätze.

## Publikationen
- 1971: The Interior of the Earth. London: Edward Arnold, ISBN 0-7131-2274-9.
- 1976: Sedimentary Basins of Continental Margins and Cratons; based on the symposium … Durham, 1976. Amsterdam: Elsevier, ISBN 0-444-41549-1 (Hrsg.) (also issued as: Tectonophysics; vol. 36, nos. 1–3)
- 1982: The Interior of the Earth: its structure, constitution and evolution; 2nd ed. London: Edward Arnold, ISBN 0-7131-2842-9.
- 1983: Structure and Development of the Greenland-Scotland Ridge: new methods and concepts. New York: Plenum, ISBN 0-306-41019-2 (Hrsg., mit anderen)